# 花咲舞が黙ってない (小説)
『花咲舞が黙ってない』（はなさきまいが だまってない）は池井戸潤による経済小説。『読売新聞』朝刊に2016年1月17日から10月10日まで連載され、2017年9月に中公文庫から文庫本が刊行された。
2020年12月15日に単行本未収録であった金融専門の週刊誌『ニッキン』（日本金融通信社）に2010年11月から翌年6月まで連載され、Kindle Singledで配信されていた花咲舞シリーズ「犬にきいてみろ」（いぬにきいてみろ）を収録した新装増補版が講談社文庫より刊行された。
本作は花咲舞シリーズ『不祥事』の続編で、同名タイトルのテレビドラマのノベライズではない。
本作には『半沢直樹シリーズ』の主人公・半沢直樹が登場し、東京第一銀行と産業中央銀行の合併発表直後の様子や、『銀翼のイカロス』への伏線となる前日譚が描かれている。
2024年4月に『花咲舞が黙ってない』第3シリーズの原作としてテレビドラマ化された。
オーディオブック化されていて、大森ゆきと佐藤恵の朗読により、2018年にAudibleからデータ配信された。

## あらすじ
第一話 たそがれ研修
花咲と相馬は事務部長の辛島から取引先の飲食店レッドデリの内部情報が競合他社の喰らうど亭に漏洩した事件の調査を命じられる。
第二話 汚れた水に棲む魚
新橋支店の主要取引企業アクアエイジで入金手続きのトラブルにより外注先に支払いができない事案が発生する。臨店後に花咲と相馬は外注先に謝罪に訪れるが、その外注先に違和感を覚える。
第三話 湯けむりの攻防
花咲と相馬が別府支店から老舗旅館白鷺亭への融資の力添えを依頼される中、東京第一銀行と産業中央銀行が合併を突如発表。その直後、産業中央銀行から白鷺亭への融資が決まる。
第四話 暴走
新宿で三十人超の重軽傷者を出す暴走事故が発生したころ、四谷支店の主要取引先・舟町ホームの手抜き工事が発覚、融資が回収不能となる。しかし同じく融資していた産業中央銀行は不正発覚の直前に舟町ホームの融資を全額引き上げていた。花咲と相馬は産業中央銀行の融資引き上げの真相を追う。
第五話 神保町奇譚
花咲と相馬は神保町の寿司屋で高齢の女性から相談された、5年前に亡くなった娘の銀行口座に振り込まれた数千万円が全額引き出される不可解な記録の謎に挑む。
第六話 エリア51
東京第一銀行がメインバンクを担う大手電機メーカーの東東デンキで巨額の粉飾決算が発覚する。だが東京第一銀行第3営業部の融資担当は、財務分析では見抜けず監査法人の監査もパスしていたと花咲と相馬に報告する。
第七話 小さき者の戦い
希望ヶ丘派出所へ異動となった相馬の元に花咲が臨店に訪れるが、所長の小安が直々に扱ったシマタニ不動産への3億円の運転資金融資に疑問を抱く。
特別収録短編 犬にきいてみろ
花咲は人生初のお見合い相手である町工場の二代目社長・平井勇磨に経営の相談を受けていたが、その様子を相馬に目撃されてしまう。平井は「工場長の不正に気をつけろ」という内部告発の手紙を受け取り一人悩んでいた。

## 登場人物

### 東京第一銀行
花咲舞
事務部臨店指導グループ。
相馬健
事務部臨店指導グループ調査役。花咲舞の上司。
芝崎太一
事務部次長。
辛島伸二郎
事務部長。
昇仙峡玲子
企画部特命担当調査役。
紀本平八
企画部長。牧野頭取の腹心。
牧野治
頭取。

### 産業中央銀行
半沢直樹
企画部企画グループ調査役。
景山
頭取。

## 書籍情報
- 池井戸潤『花咲舞が黙ってない』
  - 　中公文庫版、2017年9月5日[1]。、ISBN 978-4-12-206449-2
  - 　講談社文庫 新装増補版、2020年12月15日[3]、ISBN 978-4-06-521943-0

## テレビドラマ
2024年4月13日から6月15日まで『花咲舞が黙ってない』（はなさきまいがだまってない）第3シリーズの原作として日本テレビ系「土ドラ9」枠で今田美桜主演でテレビドラマが放送された。